# Episodi di Detective Conan (decima stagione)
Questa è una lista degli episodi della decima stagione della serie anime Detective Conan.

## Lista episodi
| Nº Ja | Nº It | Titolo italiano Giapponese 「Kanji」 - Rōmaji - Traduzione letterale | In onda          | In onda        |
| Nº Ja | Nº It | Titolo italiano Giapponese 「Kanji」 - Rōmaji - Traduzione letterale | Giapponese       | Italiano       |
| 255   | 274   | Il mistero racchiuso in una poesia - prima parte - 「松江玉造連句１４番勝負（前編）」 - Matsue Tamazo renku jūyonban shōbu (zenpen) – "Il quattordicesimo scontro dei distici di Tamazo Matsue (prima parte)" | 29 ottobre 2001  | 29 marzo 2005  |
| 255   | 274   | Kogoro vince alla lotteria un viaggio per Matsue e decide di portare con sé Conan e Ran. La sera in albergo i tre conoscono alcuni appassionati di poesia e il mattino successivo uno di loro viene assassinato. Conan cerca di scoprire chi l'ha ucciso guardando gli altri mentre compongono la poesia. |                  |                |
| 256   | 275   | Il mistero racchiuso in una poesia - seconda parte - 「松江玉造連句１４番勝負（後編）」 - Matsue Tamazo renku jūyonban shōbu (kōhen) – "Il quattordicesimo scontro dei distici di Tamazo Matsue (seconda parte)" | 5 novembre 2001  | 30 marzo 2005  |
| 256   | 275   | Conan convince Kogoro a partecipare alla gara di poesia per cercare indizi che possano aiutarli a trovare il vero colpevole. Kogoro accusa una persona sbagliando ma, fortunatamente, Conan interviene in tempo. |                  |                |
| 257   | 276   | Il ladro dell'offertorio 「世にも奇妙な天罰」 - Yo ni mo kimyō na tenbatsu – "La strana punizione divina" | 12 novembre 2001 | 31 marzo 2005  |
| 257   | 276   | Alle 2.15 di notte un terremoto colpisce il quartiere dove vive Conan. La mattina successiva al tempio di Teitan viene ritrovato un uomo svenuto: sembra che egli sia stato colpito dalle campane del tempio, staccatesi durante il terremoto, mentre tentava di rubare le offerte. L'uomo viene accusato anche di un'aggressione, ma questa è avvenuta poco dopo il terremoto in una zona lontana dal tempio. Takagi deve risolvere il caso e viene aiutato da Conan e dai Giovani Detective. |                  |                |
| 258   | 277   | L'uomo di Chicago - prima parte - 「シカゴから来た男（前編）」 - Chikago kara kita otoko (zenpen) – "L'uomo venuto da Chicago (prima parte)" | 19 novembre 2001 | 1º aprile 2005 |
| 258   | 277   | Dopo avere assistito a uno spettacolo al circo i Giovani Detective e Agasa conoscono James, scambiato da molti giornalisti per il proprietario del circo. Black afferma di dovere incontrare un suo amico dai capelli lunghi; per ringraziare i Giovani Detective e Agasa di averlo salvato dai giornalisti vuole offrire loro un pranzo. Quando va a prendere l'auto parcheggiata viene rapito da tre finti poliziotti: anche loro lo hanno scambiato per il ricco proprietario del circo e vogliono chiedere un riscatto ai familiari. Conan ha solo un indizio per scoprire dove si trovi Black: la scritta P & A. |                  |                |
| 259   | 278   | L'uomo di Chicago - seconda parte - 「シカゴから来た男（後編）」 - Chikago kara kita otoko (kōhen) – "L'uomo venuto da Chicago (seconda parte)" | 26 novembre 2001 | 4 aprile 2005  |
| 259   | 278   | Conan e gli altri scoprono che i sequestratori viaggiano su un'auto della polizia e chiedono aiuto a Yumi, Takagi e Sato per salvare James. Ai vede passare un uomo misterioso su una macchina e ha un brutto presentimento. Il caso viene risolto e mentre Black sta per essere salvato, parlando fra sé, definisce Conan "Cool Guy". Conan e Ai sospettano che James nasconda un importante segreto, anche perché Conan ha notato e riconosciuto Akai, l’uomo che poco prima avevano visto passare in macchina. Dopo che Black è stato liberato lui e Akai parlano sul camion di quest'ultimo: Akai afferma di avere ricevuto una delusione amorosa e di volere fare del male a questo suo "amore". |                  |                |
| 260   | 279   | Lavori in corso 「揺れるレストラン」 - Yureru resutoran – "Il ristorante vibrante" | 3 dicembre 2001  | 4 aprile 2005  |
| 260   | 279   | In uno dei ristoranti che Kogoro è solito frequentare viene commesso un delitto. L'assassino ha sfruttato il rumore di un vicino cantiere dove sono in corso dei lavori. Le prime accuse vengono rivolte alla moglie della vittima perché ha un movente: una relazione extraconiugale. |                  |                |
| 261   | 280   | La leggenda del guerriero suicida - prima parte - 「雪の夜の恐怖伝説 (前編)」 - Yuki no yoru no kyōfu densetsu (zenpen) – "La spaventosa leggenda della notte della neve (prima parte)" | 10 dicembre 2001 | 5 aprile 2005  |
| 261   | 280   | Ran, Conan e Kogoro assistono alla rappresentazione della leggenda del guerriero suicida Hidetomu. Terminato lo spettacolo i tre vorrebbero andare alle terme, ma la strada è impraticabile a causa di una fitta nevicata. Un giovane li invita a passare la notte nella villa del padre. Arrivati nell'abitazione trovano, oltre a lui e sua moglie, una cameriera, uno dei figli del proprietario e sua moglie. Kogoro, Ran e Conan scoprono che il proprietario della casa possiede la vera armatura di Hidetomu. Il mattino seguente l'uomo viene trovato morto nella sala dell'armatura e anche suo figlio è stato assassinato, ma il suo cadavere si trova in un'altra stanza, chiusa dall'interno. L'armatura è scomparsa. |                  |                |
| 262   | 281   | La leggenda del guerriero suicida - seconda parte - 「雪の夜の恐怖伝説(後編)」 - Yuki no yoru no kyōfu densetsu (kōhen) – "La spaventosa leggenda della notte della neve (seconda parte)" | 17 dicembre 2001 | 6 aprile 2005  |
| 262   | 281   | Kogoro esamina il cadavere e pensa che l'uomo abbia eliminato suo padre e successivamente si sia suicidato. Conan sfugge al controllo di Ran e cerca indizi all'interno della casa, sperando così di trovare il colpevole. |                  |                |
| 263   | 282   | Doppio mistero a Osaka - prima parte - 「大阪ダブルミステリー 浪花剣士と太閤の城」 - Ōsaka Double Mystery (daburu misuterī) - Naniwa kenshi to Taikō no shiro – "Doppio mistero ad Osaka - Lo spadaccino del Naniwa ed il castello di Toyotomi [Speciale di 2 ore]" | 7 gennaio 2002   | 19 marzo 2007  |
| 263   | 282   | Heiji invita Conan, Ran e Kogoro ad assistere al torneo di kendo a cui deve partecipare. Durante l'esibizione un atleta scompare e, successivamente, viene trovato morto dai suoi stessi compagni di squadra. I ragazzi chiamano i soccorsi ma, tornati sul luogo del delitto, il corpo non c'è più. Una donna comunica loro di avere ricevuto una telefonata anonima che li avvisava di andare nei bagni della piscina. Il cadavere viene ritrovato in una delle docce. Heiji vuole risolvere il caso prima che Conan arrivi. |                  |                |
| 263   | 283   | Doppio mistero a Osaka - seconda parte - 「大阪ダブルミステリー 浪花剣士と太閤の城」 - Ōsaka Double Mystery (daburu misuterī) - Naniwa kenshi to Taikō no shiro – "Doppio mistero ad Osaka - Lo spadaccino del Naniwa ed il castello di Toyotomi [Speciale di 2 ore]" | 7 gennaio 2002   | 20 marzo 2007  |
| 263   | 283   | Heiji riesce a scoprire il colpevole, ma la sua squadra viene eliminata dal torneo dopo una sconfitta. Mentre suo padre e quello di Kazuha stanno indagando su un omicidio collegato a un vecchio caso, rimasto irrisolto, Heiji e Kazuha portano gli ospiti a visitare la città. Durante la gita incontrano un gruppo di persone che amano la storia e stanno giocando a interpretare i ruoli dei loro personaggi preferiti. La sera un uomo precipita da un tetto e i detective scoprono che la vittima dell'incidente apparteneva al gruppo di giocatori. |                  |                |
| 263   | 284   | Doppio mistero a Osaka - terza parte - 「大阪ダブルミステリー 浪花剣士と太閤の城」 - Ōsaka Double Mystery (daburu misuterī) - Naniwa kenshi to Taikō no shiro – "Doppio mistero ad Osaka - Lo spadaccino del Naniwa ed il castello di Toyotomi [Speciale di 2 ore]" | 7 gennaio 2002   | 21 marzo 2007  |
| 263   | 284   | Kazuha e Ran vedono un altro componente del gruppo darsi fuoco e gettarsi da un ponte. Heiji desidera risolvere il caso. Heizo, però, non approva i metodi di Heiji e gli impedisce di partecipare alle indagini. |                  |                |
| 263   | 285   | Doppio mistero a Osaka - quarta parte - 「大阪ダブルミステリー 浪花剣士と太閤の城」 - Ōsaka Double Mystery (daburu misuterī) - Naniwa kenshi to Taikō no shiro – "Doppio mistero ad Osaka - Lo spadaccino del Naniwa ed il castello di Toyotomi [Speciale di 2 ore]" | 7 gennaio 2002   | 22 marzo 2007  |
| 263   | 285   | Heiji e Conan hanno scoperto l'identità dell'assassino e cercano di raggiungerli. I due non sanno, però, che tra i sospettati c'è il capo di una pericolosa banda di rapinatori. |                  |                |
| 264   | 286   | Scontro in tribunale: Eri contro Goro - prima parte - 「法廷の対決 妃VS小五郎（前編）」 - Hōtei no taiketsu - Kisaki tai Kogorō (zenpen) – "Scontro in tribunale - Kisaki contro Kogoro (prima parte)" | 14 gennaio 2002  | 23 marzo 2007  |
| 264   | 286   | Eri deve difendere un uomo accusato dell'omicidio della persona che anni prima gli aveva ucciso l'unico figlio. L'assassino del ragazzo era stato riconosciuto colpevole, ma gli erano state date delle attenuanti perché aveva agito in stato di ebbrezza. La causa di Eri è particolarmente difficile proprio per il movente che avrebbe potuto avere il suo assistito. Inoltre, fra i testimoni dell'accusa, c'è proprio Kogoro. |                  |                |
| 265   | 287   | Scontro in tribunale: Eri contro Goro - seconda parte - 「法廷の対決 妃VS小五郎（後編）」 - Hōtei no taiketsu - Kisaki tai Kogorō (kōhen) – "Scontro in tribunale - Kisaki contro Kogoro (seconda parte)" | 21 gennaio 2002  | 26 marzo 2007  |
| 265   | 287   | La testimonianza di Kogoro viene utilizzata dall'accusa per compromettere ulteriormente la posizione dell'imputato. Eri e Conan cercano delle prove per dimostrare l'innocenza dell'uomo e vincere così la causa contro la rivale di Eri. Conan utilizza la voce di Kogoro per spiegare come si sono svolti i fatti in realtà e riabilitare l'immagine di Kogoro che era stata manipolata dall'accusa. |                  |                |
| 266   | 288   | Il delitto di San Valentino - prima parte - 「バレンタインの真実（事件編）」 - Barentain no shinjitsu (jiken hen) – "La verità dietro San Valentino (parte del caso)" | 28 gennaio 2002  | 27 marzo 2007  |
| 266   | 288   | Ran e Sonoko decidono di raggiungere una baita in montagna dove verrà loro insegnato come si preparano particolari torte al cioccolato. Il giorno di San Valentino si avvicina e loro vogliono confezionare un regalo da donare alla persona amata. Conan e Kogoro le accompagnano. Un giornalista, anch'esso ospite della baita, viene ritrovato morto. |                  |                |
| 267   | 289   | Il delitto di San Valentino - seconda parte - 「バレンタインの真実（推理編）」 - Barentain no shinjitsu (suiri hen) – "La verità dietro San Valentino (parte della deduzione)" | 4 febbraio 2002  | 28 marzo 2007  |
| 267   | 289   | Tutti gli ospiti della baita cercano di trovare il vero assassino esaminando i filmati e le foto del giornalista. Conan, ascoltando le varie testimonianze, crede che lì vicino ci sia Akai e anche Ran sembra già conoscerlo. |                  |                |
| 268   | 290   | Il delitto di San Valentino - terza parte - 「バレンタインの真実（解決編）」 - Barentain no shinjitsu (kaiketsu hen) – "La verità dietro San Valentino (parte della soluzione)" | 11 febbraio 2002 | 29 marzo 2007  |
| 268   | 290   | Conan, grazie all'aiuto di Kogoro, spiega agli ospiti della baita come sono andate veramente le cose. Quando viene svelato il colpevole la situazione viene ulteriormente complicata e solo l'intervento di Makoto evita il peggio. |                  |                |
| 269   | 291   | Ricordo dimenticato di un delitto - prima parte - 「犯罪の忘れ形見（前編）」 - Hanzai no wasure gatami (zen pen) – "Ricordo dimenticato di un delitto (prima parte)" | 18 febbraio 2002 | 30 marzo 2007  |
| 269   | 291   | Un uomo si presenta all'agenzia per chiedere a Kogoro di ritrovare un orologio che ha smarrito in casa sua. Kogoro rifiuta l'incarico, ma i giovani detective e Agasa si offrono di aiutarlo. Durante le ricerche si presenta nell'abitazione la vicina di casa dell'uomo che è anche sua creditrice. Lei si trattiene in soggiorno per guardare una videocassetta alla televisione e qui muore colpita da un vaso di fiori. I rumori che provenivano dalla stanza fanno pensare a un'aggressione. Durante le indagini Takagi svela a Conan che qualcuno ha rubato dal commissariato tutti i documenti relativi ai casi risolti da Kogoro. Tali documenti, però, sono stati restituiti via posta poco tempo dopo. Inoltre Takagi aggiunge che chi li ha rubati deve avere colpito lo stesso giorno in cui è avvenuto l'interrogatorio dei testimoni del dirottamento dell'autobus. Conan ripensa agli interrogati: Jodie, Araide e Akai. |                  |                |
| 270   | 292   | Ricordo dimenticato di un delitto - seconda parte - 「犯罪の忘れ形見（後編）」 - Hanzai no wasure gatami (kōhen) – "Ricordo dimenticato di un delitto (seconda parte)" | 4 marzo 2002     | 2 aprile 2007  |
| 270   | 292   | Risolto il caso della morte della donna, Conan corre a casa da Ran. Conan teme che siano stati quelli dell'organizzazione a rubare il materiale relativo alle indagini di Kogoro e sospetta che sia costantemente sorvegliato. Arrivato a casa Conan scopre che i suoi sospetti erano infondati e che Ran sta bene. Conan non sa che Akai sta veramente sorvegliando l'agenzia. |                  |                |
| 271   | 293   | Abbreviazioni frettolose - prima parte - 「隠して急いで省略（前編）」 - Kakushite isoide shōryaku (zenpen) – "Segrete abbreviazioni frettolose (prima parte)" | 11 marzo 2002    | 3 aprile 2007  |
| 271   | 293   | Ran cerca di ricordarsi dove ha già visto Akai e, a causa della sua distrazione, viene rimproverata da Jodie. Poco dopo Ran, Conan, Sonoko incontrano nuovamente Jodie e vanno con lei nel bar di un centro commerciale dove, però, viene commesso l'omicidio di un detective privato. Prima di morire la vittima ha lasciato tre indizi scritti con il sangue su una busta: O, X, e △ (un cerchio, una croce e un triangolo). La polizia pensa che l'assassino si trovi tra le 58 persone sulle quali stava indagando. Dopo le prime indagini vengono confermati gli alibi di 27 persone e i sospettati si riducono a 31. Nel frattempo Takagi trova un altro simbolo: □ (il quadrato). Conan nota che questo è più grosso rispetto agli altri tre. |                  |                |
| 272   | 294   | Abbreviazioni frettolose - seconda parte - 「隠して急いで省略（後編）」 - Kakushite isoide shōryaku (kōhen) – "Segrete abbreviazioni frettolose (seconda parte)" | 18 marzo 2002    | 4 aprile 2007  |
| 272   | 294   | Sonoko nota che esiste un'analogia tra i simboli lasciati dalla vittima e gli ideogrammi che compongono i cognomi di alcuni indiziati. Megure, guidato dalle frasi di Conan, riesce a trovare l'assassino nella lista degli indiziati. Conan aiuta, quindi, Takagi a ricomporre le prove che incastrano definitivamente l'assassino. Nell'epilogo compare Vermouth, che lancia una freccetta contro la fotografia di Sherry posta accanto a quelle di Ran e Conan. |                  |                |
| 273   | 295   | La scomparsa della vecchietta dei quiz 「クイズ婆さんの失踪事件」 - Kuizu baasan no shissō jiken – "Il caso della scomparsa della vecchietta dei quiz" | 15 aprile 2002   | 5 aprile 2007  |
| 273   | 295   | Ayumi fa la conoscenza di una anziana signora che si prende cura dei gatti randagi del quartiere. La donna viene minacciata da un uomo che è infastidito dalla presenza dei gatti. Il giorno seguente l'anziana sparisce. Conan e i suoi amici si mettono a cercarla. Dopo avere battuto varie piste inutilmente, i Giovani Detective trovano uno dei gatti randagi che porta legato al collo il foulard della donna sul quale è stato scritto un messaggio in codice. Indagando sul passato della donna Conan scopre che esiste un'altra persona che avrebbe desiderato ucciderla. |                  |                |
| 274   | 296   | La verità sulla casa infestata dagli spettri - prima parte - 「幽霊屋敷の真実（前編）」 - Yūrei yashiki no shinjitsu (zenpen) – "La verità sulla casa infestata (prima parte)" | 22 aprile 2002   | 6 aprile 2007  |
| 274   | 296   | Ran, malata, viene accompagnata da Conan e Kogoro da Araide. Nell'ambulatorio si trova anche un altro paziente che afferma di possedere una casa infestata dai fantasmi. Ran, Conan e Kogoro vengono invitati a casa dell'uomo per verificare questi avvenimenti. Durante la serata i tre si addormentano di colpo ma, al loro risveglio, iniziano a manifestarsi alcuni eventi che sembrerebbero non avere una spiegazione logica. |                  |                |
| 275   | 297   | La verità sulla casa infestata dagli spettri - seconda parte - 「幽霊屋敷の真実（後編）」 - Yūrei yashiki no shinjitsu (kōhen) – "La verità sulla casa infestata (seconda parte)" | 29 aprile 2002   | 10 aprile 2007 |
| 275   | 297   | Conan cerca indizi per dimostrare che i fatti accaduti di notte siano stati architettati da qualcuno e che non esista veramente un fantasma; dopo numerose deduzioni solo un involontario aiuto di Kogoro porta Conan sulla pista giusta. |                  |                |
| 276   | 298   | Il distintivo smarrito 「警察手帳紛失事件」 - Keisatsu techō funshitsu jiken – "Il caso del distintivo smarrito del poliziotto" | 6 maggio 2002    | 11 aprile 2007 |
| 276   | 298   | Conan e i giovani detective incontrano Takagi che cerca affannosamente qualcosa nel parco e, facendogli alcune domande, capiscono che Takagi ha perso il suo distintivo. I ragazzi si offrono di aiutarlo a ritrovare il distintivo prima che lo scopra Megure, ma, durante le ricerche, incontrano un uomo che si comporta in modo strano. |                  |                |
| 277   | 299   | Insegnante d'inglese contro famoso detective - prima parte - 「英語教師VS西の名探偵（前編）」 - Eigo kyōshi tai nishi no meitantei (zenpen) – "Insegnante d'inglese contro detective dell'ovest (prima parte)" | 13 maggio 2002   | 12 aprile 2007 |
| 277   | 299   | Conan spiega ad Agasa che i documenti relativi ai casi risolti da Kogoro sono stati prima rubati e poi restituiti. Conan pensa che sia stata l'organizzazione, ma è abbastanza convinto che non abbiano ancora intuito il legame che intercorre tra lui e Shinichi. Inoltre Conan raccomanda ad Agasa di non dire nulla ad Ai per non farla preoccupare troppo. Heiji è stato invitato per aiutare Conan e, ricordando quello che accadde tempo prima, i sospetti dei due ricadono su Chris. Ella assomiglia molto a Jodie e quindi i detective vanno a casa della professoressa per indagare ma, mentre escono con l'insegnante per andare a cena, il suo vicino cade dal balcone del ventunesimo piano. |                  |                |
| 278   | 300   | Insegnante d'inglese contro famoso detective - seconda parte - 「英語教師VS西の名探偵（後編）」 - Eigo kyōshi tai nishi no meitantei (kōhen) – "Insegnante d'inglese contro detective dell'ovest (seconda parte)" | 20 maggio 2002   | 13 aprile 2007 |
| 278   | 300   | Conan, Heiji e Jodie collaborano con la polizia per risolvere il caso e, nonostante Megure non sia d'accordo, cercano indizi nell'appartamento. I due capiscono come sono andate realmente le cose solo grazie a una telefonata di Kazuha a Heiji. Per dimostrare concretamente i fatti Jodie acconsente a impersonare la vittima e simula l'ubriacatura bevendo il proprio cocktail preferito: lo Sherry. Approfittando della sbronza di Jodie, Heiji sottrae il rullino dalla fotocamera di lei, la quale aveva precedentemente scattato delle foto di nascosto a Conan e Heiji, durante l’investigazione del caso. Risolto il caso Conan afferma che, oltre a Jodie, sospetta di altre due persone. Prima che Heiji e Conan entrassero in casa Jodie aveva nascosto le foto proprio di Conan, Heiji, Ran e Shinichi. |                  |                |
| 279   | 301   | Hooligan nel labirinto - prima parte - 「迷宮のフーリガン（前編）」 - Meikyū no fūrigan (zenpen) – "Hooligan nel labirinto (prima parte)" | 27 maggio 2002   | 16 aprile 2007 |
| 279   | 301   | Agasa, Conan e i Giovani Detective si recano a vedere la partita di calcio dei Tokyo Spirits. Fuori dallo stadio Conan chiede ad Agasa se ha controllato il sito di Chris Vineyard; Agasa risponde di avere scoperto che le informazioni personali della donna note al pubblico sono pochissime e che, quando un giornalista aveva provato ad approfondire la questione, aveva ricevuto come risposta dall'attrice la frase: "A secret makes a woman, woman". Durante la partita Ai simpatizza per Higo, un giocatore dell'Osaka, che viene sempre fischiato dal pubblico. Al termine dell'incontro sul treno pieno di tifosi un uomo viene assassinato. Conan cerca di risolvere il caso ma, mentre tutti stanno osservando le operazioni della polizia, Ai abbandona la stazione. |                  |                |
| 280   | 302   | Hooligan nel labirinto - seconda parte - 「迷宮のフーリガン（後編）」 - Meikyū no fūrigan (kōhen) – "Hooligan nel labirinto (seconda parte)" | 3 giugno 2002    | 17 aprile 2007 |
| 280   | 302   | Ai si è allontanata per guardare la partita alla TV e tifare per Higo, mentre Mitsuhiko si accorge di avere perso la radiolina. Conan, parlando con la voce di Agasa, riesce a risolvere il caso. Ai si sposta nell'altro binario del treno. Conan la vede e, credendo che voglia scappare lontano, la insegue, ma in quel momento passa il treno e i due si perdono di vista. Ai non è partita, ma è andata dall'addetto alle pulizie per ritrovare la radio di Mitsuhiko; ella dice poi a Conan che per riuscire a non scappare dal suo destino ha bisogno che lui la protegga. Per tirarle su il morale Conan le dice che Higo ha segnato e ora tutti i tifosi lo applaudono. |                  |                |
| 281   | 303   | Giovani testimoni 「小さな目撃者たち」 - Chiisa na mokugekisha-tachi – "I piccoli testimoni" | 10 giugno 2002   | 18 aprile 2007 |
| 281   | 303   | Ayumi, Mitsuhiko e Genta stanno giocando in un magazzino abbandonato e assistono, per caso, a un omicidio. I Giovani Detective salgono sul camion dell'assassino perché vogliono capire dove l'uomo ha intenzione di seppellire il cadavere. Successivamente i ragazzi riescono a scappare dal mezzo e avvisano Conan dell'accaduto. Conan, facendogli alcune domande, cerca di scoprire il punto esatto in cui il cadavere è stato seppellito. |                  |                |
| 282   | 304   | Il mistero del giardino giapponese con la cascata - prima parte - 「水流るる石庭の怪（前編）」 - Mizu nagaruru sekitei no kai (zenpen) – "Il mistero del giardino di pietra con la cascata (prima parte)" | 17 giugno 2002   | 19 aprile 2007 |
| 282   | 304   | A causa di un problema alla macchina Kogoro, Ran e Conan vengono accolti in una grande villa con uno splendido giardino e una cascata al centro. La mattina seguente il proprietario della villa viene ritrovato morto nel giardino ma, sulla sabbia che circonda il corpo, non ci sono impronte. |                  |                |
| 283   | 305   | Il mistero del giardino giapponese con la cascata - seconda parte - 「水流るる石庭の怪（後編）」 - Mizu nagaruru sekitei no kai (kōhen) – "Il mistero del giardino di pietra con la cascata (seconda parte)" | 24 giugno 2002   | 20 aprile 2007 |
| 283   | 305   | A indagare arriva l'ispettore Yokomizo che, insieme a Kogoro e Conan, cerca di capire chi possa essere l'assassino e come abbia fatto a posizionare il cadavere al centro del giardino senza lasciare traccia sulla sabbia. |                  |                |
| 284   | 306   | Déjà vu sotto la pioggia - prima parte - 「中華街 雨のデジャビュ（前編）」 - Chūkagai - Ame no dejabyu (zenpen) – "Chinatown - Déjà vu nella pioggia (prima parte)" | 1º luglio 2002   | 23 aprile 2007 |
| 284   | 306   | Ran, mentre è in macchina con Conan e Kogoro, ricorda di avere incontrato Akai in un vicolo buio di una grande città e ricollega questo pensiero al volto di Shinichi. Arrivati al ristorante Ran viene invitata al tavolo di alcuni produttori cinematografici che vorrebbero farla partecipare, come attrice, al sequel di un film molto famoso. Ran risponde che non sarebbe una parte adatta a lei; inoltre spiega ai presenti che le sue due attrici preferite sono la madre di Shinichi e Sharon Vineyard. Il pranzo prosegue ma, a un certo punto, uno dei produttori muore. Quando la polizia arriva per indagare Ran si sente male. |                  |                |
| 285   | 307   | Déjà vu sotto la pioggia - seconda parte - 「中華街 雨のデジャビュ（後編）」 - Chūkagai - Ame no dejabyu (kōhen) – "Chinatown - Déjà vu nella pioggia (seconda parte)" | 8 luglio 2002    | 24 aprile 2007 |
| 285   | 307   | Le indagini continuano e Kogoro fornisce involontariamente lo spunto a Conan per risolvere il caso. Anestetizzando Kogoro e utilizzando la sua voce, Conan impone ai sospettati di effettuare una simulazione per forzare l'assassino a esporsi. Una volta risolto il caso Ran si sente male e, mentre riaffiorano i ricordi legati a Shinichi, in cui ricorda che Akai stava interloquendo con Sharon Vineyard, sviene. |                  |                |
| 286   | 308   | Shinichi a New York - prima parte - 「工藤新一NY（ニューヨーク）の事件（事件編）」 - Kudō Shin'ichi Nyū Yōku no jiken (jikenhen) – "Il caso di Shinichi Kudo a New York (parte del caso)" | 15 luglio 2002   | 26 aprile 2007 |
| 286   | 308   | Ran rivive un ricordo di un anno prima: assieme a Shinichi era andata a New York per assistere allo spettacolo teatrale di "Golden Apple". Arrivata al teatro conosce Sharon Vineyard, amica di Yukiko, molto abile nei travestimenti. Appena Ran parla di Dio Sharon dice di non crederci perché gli angeli non le hanno mai sorriso. Sharon spiega che i suoi genitori sono morti in un incendio, suo marito è morto di malattia e Chris, sua figlia, non è in buoni rapporti con lei. |                  |                |
| 287   | 309   | Shinichi a New York - seconda parte - 「工藤新一NY（ニューヨーク）の事件（推理編）」 - Kudō Shin'ichi Nyū Yōku no jiken (suirihen) – "Il caso di Shinichi Kudo a New York (parte della deduzione)" | 22 luglio 2002   | 27 aprile 2007 |
| 287   | 309   | Durante lo spettacolo l'attore che interpretava l'arcangelo Gabriele viene ucciso con un colpo di arma da fuoco. Shinichi risolve il caso e lo fa spiegare a Yukiko, che a fine caso va in commissariato a deporre, mentre Ran e l'amico chiamano un taxi per tornare in albergo. |                  |                |
| 288   | 310   | Shinichi a New York - terza parte - 「工藤新一NY（ニューヨーク）の事件（解決編）」 - Kudō Shin'ichi Nyū Yōku no jiken (kaiketsuhen) – "Il caso di Shinichi Kudo a New York (parte della soluzione)" | 29 luglio 2002   | 30 aprile 2007 |
| 288   | 310   | Durante il viaggio in taxi a Ran scivola fuori dal finestrino un fazzoletto regalatole da Sharon, e così Ran e Shinichi scendono dal taxi. Shinichi entra in un magazzino per recuperare il fazzoletto e Ran aspetta fuori; è lì che incontra Akai, che poi se ne va con un collega. Shinichi non torna e Ran, entrando nel palazzo, si imbatte in un criminale soprannominato "Capelli argentati" che sta per spararle; egli però scivola dalla scala antincendio e Ran riesce ad afferrarlo con l'aiuto di Shinichi, che la raggiunge dopo, e quando chiede perché l'hanno salvato Shinichi risponde: "Ci sono tanti motivi per uccidere una persona, ma non ce ne deve essere per forza uno per salvarla". L'uomo è ferito e, con alle calcagna l'FBI, risparmia la vita ai due, così possono tornarsene a casa. Il giorno dopo Yukiko dice a Sharon per telefono che l'uomo è stato trovato morto per suicidio, mentre Sharon le chiede di dire a Ran che aveva ragione: anche per Sharon esiste un angelo. Nel presente Ran, ripresasi, ricorda che Shuichi Akai non è un nemico, ma un agente dell'FBI che la stava proteggendo. Il giorno dopo Ran, parlando al telefono con Conan, che utilizza la voce di Shinichi, ritorna sul caso e dice che l'uomo dai "capelli argentati" è stato ritrovato morto, forse per suicidio. Conan non ne è convinto e anzi, pensa che qualcuno lo abbia ammazzato e abbia preso il suo posto per scappare e, a proposito del fazzoletto, Conan le dice che ce l'ha ancora con sé e che si è dimenticato di restituirglielo. |                  |                |
| 289   | 311   | Mitsuhiko sparisce nel bosco - prima parte - 「迷いの森の光彦（前編）」 - Mayoi no mori no Mitsuhiko (zenpen) – "La scomparsa di Mitsuhiko nella foresta (prima parte)" | 5 agosto 2002    | 2 maggio 2007  |
| 289   | 311   | Dopo molti giorni di assenza da scuola Agasa, Conan e i giovani detective vanno a casa di Mitsuhiko per sapere come sta, ma sua sorella dice che a casa non c'è e che è uscito di primo mattino. Alcune persone ricordano di averlo notato perché Mitsuhiko era l'unico a indossare un cappellino con visiera e ad avere addosso un forte odore di limone. Dopo varie ricerche i ragazzi e Agasa scoprono che Mitsuhiko si trova in un bosco. Qui i detective incontrano Yamamura, che rivela che proprio nel bosco si trova Numabuchi (già apparso nell'episodio 118 giapponese "Vent'anni fa") che è sfuggito al controllo della polizia. |                  |                |
| 290   | 312   | Mitsuhiko sparisce nel bosco - seconda parte - 「迷いの森の光彦（後編）」 - Mayoi no mori no Mitsuhiko (kōhen) – "La scomparsa di Mitsuhiko nella foresta (seconda parte)" | 12 agosto 2002   | 4 maggio 2007  |
| 290   | 312   | Ai spiega a Conan che Numabuchi era stato assoldato dagli uomini in nero per entrare a fare parte dell'organizzazione ma, visto che si era dimostrato una persona inaffidabile, era stato consegnato a Sherry come cavia per gli esperimenti sull'apotoxina. Ai ammette che sta perdendo il suo intuito nell'individuare se attorno a lei sono presenti persone che hanno lavorato o lavorano con l'organizzazione. Nel frattempo Numabuchi viene catturato dalla polizia. Mitsuhiko viene ritrovato e rivela di essere andato nel bosco solo per potere catturare delle lucciole e portarle ad Ai e Ayumi. |                  |                |